# Hector Servadac
 (juillet 2023).
La mise en forme du texte ne suit pas les recommandations de Wikipédia : il faut le « wikifier ».
Les points d'amélioration suivants sont les cas les plus fréquents. Le détail des points à revoir est peut-être précisé sur la page de discussion.
- Les titres sont pré-formatés par le logiciel. Ils ne sont ni en capitales, ni en gras.
- Le texte ne doit pas être écrit en capitales (les noms de famille non plus), ni en gras, ni en italique, ni en « petit »…
- Le gras n'est utilisé que pour surligner le titre de l'article dans l'introduction, une seule fois.
- L'italique est rarement utilisé : mots en langue étrangère, titres d'œuvres, noms de bateaux, etc.
- Les citations ne sont pas en italique mais en corps de texte normal. Elles sont entourées par des guillemets français : « et ».
- Les listes à puces sont à éviter, des paragraphes rédigés étant largement préférés. Les tableaux sont à réserver à la présentation de données structurées (résultats, etc.).
- Les appels de note de bas de page (petits chiffres en exposant, introduits par l'outil «  Source ») sont à placer entre la fin de phrase et le point final[comme ça].
- Les liens internes (vers d'autres articles de Wikipédia) sont à choisir avec parcimonie. Créez des liens vers des articles approfondissant le sujet. Les termes génériques sans rapport avec le sujet sont à éviter, ainsi que les répétitions de liens vers un même terme.
- Les liens externes sont à placer uniquement dans une section « Liens externes », à la fin de l'article. Ces liens sont à choisir avec parcimonie suivant les règles définies. Si un lien sert de source à l'article, son insertion dans le texte est à faire par les notes de bas de page.
- La présentation des références doit suivre les conventions bibliographiques. Il est recommandé d'utiliser les modèles {{Ouvrage}}, {{Chapitre}}, {{Article}}, {{Lien web}} et/ou {{Bibliographie}}. Le mode d'édition visuel peut mettre en forme automatiquement les références.
- Insérer une infobox (cadre d'informations à droite) n'est pas obligatoire pour parachever la mise en page.

Pour une aide détaillée, merci de consulter Aide:Wikification.
Si vous pensez que ces points ont été résolus, vous pouvez retirer ce bandeau et améliorer la mise en forme d'un autre article.
Hector Servadac est un roman d'aventures de Jules Verne, paru en 1877.
Il s'agit d'un roman tout à fait fantaisiste où l'auteur extrapole à partir d'une hypothèse la rencontre de la Terre avec une comète et les conséquences à la fois les plus inattendues et les plus rigoureusement logiques de la situation ainsi créée.
C'est l'un des ouvrages les plus drôles et hallucinés de Jules Verne.
Les « Galliens » (Terriens temporairement expatriés sur la comète Gallia, nom donné par son inventeur le professeur Palmyrin Rosette) subissent une diminution de l'attraction terrestre, voient un satellite s'accrocher à leur planète ou encore les journées raccourcir (de 24 à 6 heures), les années se modifier, le calendrier « gallien » supplanter le grégorien, etc.
En raison des hypothèses astronomiques qu'il suppose connues, ce roman est davantage destiné à un public adulte, même si les morceaux de bravoure des deux héros, le capitaine et son ordonnance, bondissant à cause de la légèreté de leurs montures à travers les paysages de Gallia, donnent un ton léger au récit et abordable pour un lectorat plus jeune.

## Historique
L'œuvre paraît d'abord dans le Magasin d'éducation et de récréation du 1er janvier au 15 décembre 1877, avant d'être publié en volume la même année par l'éditeur Hetzel dans la collection des Voyages extraordinaires.
L'éditeur de Verne, Pierre-Jules Hetzel, devait être conscient du caractère tout à fait inédit et surprenant de l'intrigue, puisqu'il a fait précéder le roman d'une préface, ci-dessous reproduite, ce qui est assez rare dans la collection des Voyages Extraordinaires (hormis la dédicace à Dumas père, de Mathias Sandorf, le "Monte-Cristo" de Jules Verne) :
« Aujourd'hui, dans "Hector Servadac", M. J. Verne continue cette série par un voyage à travers le monde solaire. Il dépasse de beaucoup cette fois l'orbite lunaire, et transporte ses lecteurs à travers les trajectoires des principales planètes jusqu'au-delà de l'orbite de Jupiter. C'est donc un roman "cosmographique". L'extrême fantaisie s'y allie à la science sans l'altérer. C'est l'histoire d'une hypothèse et des conséquences qu'elle aurait si elle pouvait, par impossible, se réaliser. Ce roman complétera la série des voyages dans l'univers céleste publiés, comme la plupart des œuvres de M. Verne, dans le Magasin d'éducation ; Il y a obtenu un succès considérable, et partout, dès les premiers chapitres publiés, les traducteurs autorisés par nous se sont mis à l'œuvre. »

## Résumé

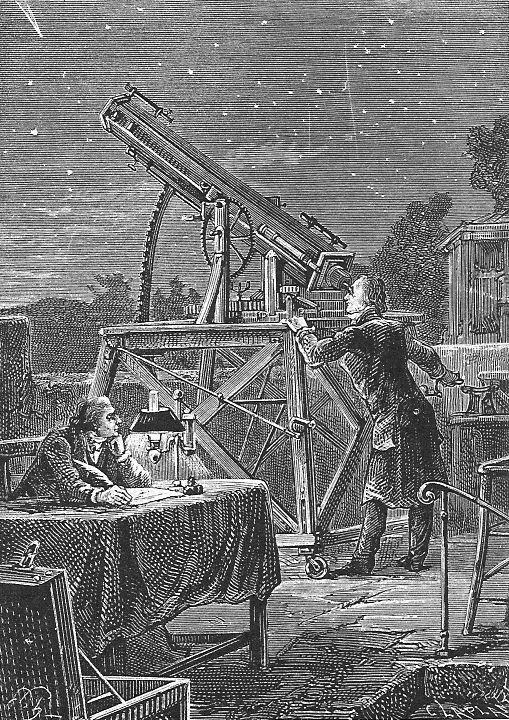
John Herschel observe la comète de Halley de son observatoire au Cap.

En Algérie, le capitaine Hector Servadac doit affronter en duel son rival, le comte Timascheff. Cependant, une nuit, les deux hommes et quelques autres Terriens, dont le professeur Palmyrin Rosette, se retrouvent sur une comète qui vient d'effleurer la Terre, cueillant au passage quelques habitants, un peu d'atmosphère et de l'eau. Le groupe va devoir s'établir pendant une période de deux ans sur l'astre avant de pouvoir rejoindre la Terre.

## Thèmes relevés par la critique dans le roman
- La judéophobie caricaturale (à l’encontre du personnage d’Isac Hakhabut). Plusieurs théories ont été avancées sur la judéophobie de Verne. Au moment de la rédaction du roman, Jules Verne est aux prises avec l'affaire Olschewitz, de famille juive polonaise défrayant la chronique en déclarant qu'il se nomme en réalité Julius Olschewitz et qui l'exaspère[2]. Jules Verne cherche alors à prouver son origine catholique : « Étant breton, je suis par raison, par raisonnement, par tradition de famille chrétien et catholique romain. » (lettre à Madame Antoine Magnin)[3]. On en trouve des échos dans sa correspondance avec son éditeur[4]. Cette explication ne semble pas suffisante, il faut ajouter qu'à la même époque Jules Verne se considérait spolié (à tort) par Jacques Offenbach pour la féerie Voyage dans la Lune, et (à raison) par Adolphe d'Ennery, pour les droits de l'adaptation du Tour du monde en 80 jours, tous les deux de confession israélite[5].[thème également présent dans Martin Paz]
- L’homosexualité masculine entre les principaux personnages du roman (évocation des « amitiés viriles » entre Servadac et Ben-Zouf, ainsi que les rapports ambigus qu’entretient Servadac avec le lieutenant Procope dans le chapitre XXIV de la première partie du roman : « Quand le soleil vint à se coucher, lorsque ses rayons, frappant obliquement le youyou, projetèrent sur sa gauche l’ombre démesurée de ses voiles, lorsqu'enfin la nuit eut brusquement remplacé le jour, ils se rapprochèrent l’un de l’autre, mus par une involontaire attraction, et leurs mains se pressèrent silencieusement .»).
- Le sentiment patriote puisque les Terriens emmenés sur la comète représentent le choc des civilisations occidentales de l'époque : les Russes, les Anglais, les Espagnols, le juif Allemand Hakhabut et les Français Servadac et Ben-Zouf sont obligés de cohabiter et de se « serrer les coudes » lorsque l'éloignement du soleil de la comète les oblige à se protéger du froid en se réfugiant dans une montagne volcanique. En cela, le voyage « cosmologique » d'Hector Servadac préfigure nos actuelles missions spatiales internationales. La rivalité amoureuse entre le comte Timascheff et le capitaine Servadac (qui se défient en duel au début du roman pour l'amour de la même femme, ce qui rend peu probable l'homosexualité du héros mise en avant au XXe siècle par quelques critiques littéraires minoritaires s'appuyant sur des passages hors contexte, v. plus haut) est provisoirement mise de côté au profit d'une sorte de coopération internationale ; elle se ravive lorsque les Terriens reviennent vers la Terre et s'en approchent à la fin du récit.

## Thèmes abordés par Jules Verne
- L’exploration spatiale (thème également présent dans Autour de la Lune).
- L’importance de l’étude astronomique (en la personne de Palmyrin Rosette, qu’on peut rapprocher du personnage de Thomas Black dans Le Pays des fourrures).
- La nostalgie de la mère patrie (fuite à bord d’un ballon des naufragés de Gallia pour aller sur Terre).
- Le rêve et l'aventure. Ce roman est particulièrement fantaisiste dans l’œuvre de Verne. Les personnages mêmes ont conscience de cette fantaisie puisqu'ils se demandent, en toute fin du roman, si toute cette aventure n'était pas qu'un rêve. Le doute sur cette question subsiste en l'absence d'une réponse claire et définitive dans le texte lui-même.

## Liste des personnages
- Ben-Zouf
- Bogulawski
- Etkef
- Amiral Fairfax
- Galette
- Isac Hakhabut
- Joseph
- Kirke
- Mme de L…
- Marzy
- Mochel
- Le brigadier Hénage Finch Murphy
- Negrete
- Niegoch
- Nina
- Major John Temple Oliphant
- Pablo
- Panofka
- Le lieutenant Procope
- Palmyrin Rosette
- Hector Servadac
- Tiglew
- Le comte Timascheff
- Tolstoy
- Zéphyr

## Adaptation cinématographique
- 1961 : Hector Servadac (en) (Valley of the Dragons), film américain d'Edward Bernds
- 1970 : L'Arche de monsieur Servadac (Na kometě), film tchèque de Karel Zeman